# Zaključni kodon
Zaključni ali terminacijski kodon (tudi nesmiselni kodon) je zaporedje treh nukleotidov v molekuli DNK ali RNK z informacijo za zaključek sinteze polipeptidne verige. Geni namreč s pomočjo nukleotidnega zaporedja nosijo zapis za aminokislinsko zaporedje v nastajajoči beljakovini; en kodon (zaporedna trojica nukleotidov) določa, katera aminokislina se bo vgradila v nastajajočo verigo, ko pa nastopi zaključni kodon, se sinteza polipeptida konča. 
Obstajajo različna zaporedja nukleotidov, ki pomenijo zaključitev sinteze polipeptida:
- v RNK: 
  - UAG ("jantar")
  - UAA ("okra")
  - UGA ("opal")

- v DNK: 
  - TAG ("jantar")
  - TAA ("okra")
  - TGA ("opal").

Izraz nesmiselni kodon je bil vpeljan po analogiji z izrazom nesmiselne mutacije. Pri teh gre namreč za spremembo v zaporedju DNK, zaradi katere se polipeptidna veriga predčasno konča in nastala beljakovina je nenormalno kratka in posledično pogosto nefunkcionalna.  

## Jantar, oker in opalni kodon
Zaključnim kodonom so v preteklosti dajali različna imena. Vsak od zaključnih kodonov ustreza določenemu mutantu in te mutante so najprej osamili v bakteriofagih T4 in lambda (gre za virusa, ki okužita bakterijo Escherichia coli). Mutacije v virusnih genih so povzročile, da se je njihova kužna sposobnost zmanjšala, v nekaterih primerih so lahko virusi okužili le določene seve E. coli.
- Prva skupina nesmiselnih mutacij, ki so jih odkrili, so bile tako imenovane jantarne mutacije (angl. amber mutations). Izoliral jih je Harris Bernstein in njegov priimek v nemščini pomeni "jantar" – odtod izvira poimenovanje za jantarne mutacije.[3] Virusi z jantarnimi mutacijami lahko okužijo le določene seve bakterij, imenovanih jantarni supresorji. Ti sevi imajo svoje lastne mutacije, ki omogočijo obnovitev funkcionalnosti virusnih mutiranih beljakovin. Na primer, mutacija na bakterijski prenašalni RNK omogoči, da le-ta lahko prevede celotni zapis za beljakovino in kljub jantarni mutaciji nastane beljakovina v prvotni dolžini. Torej se ne ustavi pri jantarnem kodonu. Virusi z jantarnimi mutacijami se lahko potemtakem razmnožujejo le v tistih bakterijskih sevih, ki sami vsebujejo ustrezno mutacijo za supresijo jantarnega kodona.

- Okra mutacije so bile druga skupina nesmiselnih mutacij, ki so jo odkrili. Poimenovali so jo s podobno barvo jantarni, saj imajo okra mutacije podobne lastnosti in lahko okužijo tudi le določene mutirane bakterijske seve (t. i. okra supresorje). Vendar gre za mutacijo v drugem kodonu (trojici nukleotidov). Odkrili so, da so jantarne mutacije povezane s kodonom UAG, okra mutacije pa z UAA.[4]

- Opalni kodon je tretji in zadnji odkriti zaključni kodon v standardnem genetskem kodu. Gre za kodon UGA.[5]